# Vilhelm III av England

Vilhelm III av England

Vilhelm III, William III (även känd som Vilhelm III av Oranien och Vilhelm II av Skottland), född 4 november (g.s.) 1650 i Haag, Nederländerna, död 8 mars 1702 på Kensington Palace i London (i lunginflammation som blev förvärrad av komplikationer efter en ridolycka), var ståthållare i Nederländerna från 1672, kung av England, Skottland och Irland från 1689, tillsammans med sin fru Maria II av England som medregent 1689 - 1694 (hennes död), därefter ensam regent fram till sin död 1702. Son till Maria av England och Vilhelm II av Oranien.
Vilhelm var nederländsk adelsman och Tysk-romerska rikets prins av Oranien från födseln, kung av England och Irland från 13 februari 1689, och kung av Skottland från 11 april 1689, båda till sin död. Han var född in i huset Oranien-Nassau och fick de engelska, skotska och irländska kronorna efter den ärorika revolutionen, då hans morbror och svärfar, Jakob II av England, blev avsatt. I England, Skottland och Irland härskade han tillsammans med sin fru Maria II till hennes död 28 december 1694. Han härskade som "Vilhelm II" i Skottland, men "Vilhelm III" i alla hans andra områden.  Bland protestanter i Skottland och Nordirland är han också informellt och kärleksfullt känd som "King Billy".
Vilhelm utnämndes till den nederländska posten ståthållare (Stadtholder) 28 juni 1672 och behöll den till sin död. I detta sammanhang benämns han ibland "Vilhelm Henrik, prins av Oranien" som översättning av hans nederländska titel, Willem Hendrik, Prins van Oranje. Den protestantiske Vilhelm deltog i många krig mot den mäktige katolske kungen Ludvig XIV av Frankrike. Många protestanter proklamerade honom som en förkämpe för deras tro. Det var delvis på grund av detta rykte som han fick möjlighet att överta Englands krona, då många engelsmän var starkt antikatolska (även om hans armé och flotta, den största sedan armadan, var viktigare anledningar till hans framgång).
Hans styre innebar början av övergången från monarkens personliga kontroll över regeringsmakten under Huset Stuart till den parlamentariska typ av styre som blev gällande under Huset Hannover.

## Barndom och ungdomsår
Vilhelm, son till Vilhelm II av Oranien och Maria, prinsessa av Oranien, föddes i Haag. Åtta dagar före hans födelse dog hans far av smittkoppor och Vilhelm blev därmed suverän prins av Oranien från födseln.
23 december 1660, när Vilhelm bara var tio år gammal, dog hans mor av smittkoppor när hon besökte sin bror, kung Karl II, i England.  I sitt testamente utsåg Maria Karl till Vilhelms förmyndare. Karl delegerade ansvaret till Vilhelms farmor, änkeprinsessan Amalia, med samförstånd om att söka Karls råd när det behövdes. Detta arrangemang hindrade inte Karl från att korrespondera med sin systerson.
1666, när han var sexton år gammal, utsågs Vilhelm av generalstaterna (parlamentet) i de Förenade provinserna officiellt till att stå under regeringens förmyndarskap, eller som Vilhelm själv kallade det, att bli ett "barn av staten".  Detta gjordes antagligen för att förbereda Vilhelm på en roll i styret av landet, men vad denna roll skulle vara klargjordes inte. När hans tid under regeringens förmyndarskap tog slut tre år senare återvände Vilhelm till privatlivet.

## Tidig regeringstid
Vilhelm II innehade ämbetet som ståthållare av Holland, Zeeland, Utrecht, Gelderland och Overijssel. Alla fem provinser upphävde dock ämbetet ståthållare efter Vilhelm II:s död. Under den "första ståthållarlösa eran" innehades makten de facto av Johan de Witt och Cornelis de Graeff. Omkring 1667, när Vilhelm III närmade sig arton års ålder, försökte det prooranska partiet återföra prinsen till makten genom att skaffa honom ämbetena som ståthållare och generalkapten. För att förhindra att huset Oraniens inflytande återupprättades utverkade de Witt, Andries de Graeff, Gaspar Fagel och Gillis Valckenier att det eviga ediktet utfärdades, vilket förklarade att generalkaptenen eller generalamiralen av Nederländerna inte kunde vara ståthållare i någon provins. Dessutom avskaffade provinsen Holland själva ämbetet ståthållare. Andra provinser följde snart efter.
Året 1672 kom att visa sig olycksbringande för Nederländerna och blev känt som "katastrofåret" (Rampjaar). Frankrike under Ludvig XIV invaderade Nederländerna. Fransmännen hade också hjälp av England (tredje engelsk-nederländska kriget) och vissa tyska allierade. Den stora franska armén översvämmade snart större delen av Nederländerna, men Holland lyckades hålla sig undan. De Witt lyckades inte sluta fred med Frankrike, och störtades.  Senare mördades han och hans bror, Cornelis de Witt, brutalt av en ilsken folkmassa i Haag. Nuförtiden antar de flesta historiker att Vilhelm var inblandad i mordet. Oranienpartiets seger var fullständig. Det eviga ediktet förklarades ogiltigt och Vilhelm valdes till ståthållare av Holland, Zeeland och Utrecht. Han utsågs också till generalkapten och generalamiral av Nederländerna. Gelderland och Overijssel, som redan hade en av Vilhelms släktingar som ståthållare, valde inte Vilhelm till ämbetet förrän 1675.
Vilhelm III fortsatte att kämpa mot angriparna från England och Frankrike, och allierade sig därefter med Spanien. Efter att amiral Michiel de Ruyter hade besegrat den engelska flottan slöt Vilhelm fred med det land som han senare skulle komma att härska över, England, 1674. För att stärka sin ställning bemödade han sig om att gifta sig med sin kusin Maria, dotter till Jakob, hertigen av York (den blivande Jakob II). Bröllopet skedde  4 november 1677. Äktenskapet var olyckligt och fruktlöst. Då han ansåg att ett krig med både England och Nederländerna vore ofördelaktigt slöt Frankrikes kung Ludvig XIV fred 1678. Ludvig fortsatte emellertid sin aggression, vilket fick Vilhelm III att gå med i Augsburgförbundet (en anti-fransk koalition som också omfattade tysk-romerska riket, Sverige, Spanien och flera tyska stater) 1686.
1685 tillträdde Vilhelms svärfar den engelska tronen som Jakob II. Han var katolik och impopulär i sina protestantiska riken. Vilhelm försökte blidka Jakob, som han hoppades skulle ansluta sig till Augsburgförbundet, medan han samtidigt försökte undvika att uppröra det protestantiska partiet i England. Men 1687 blev det tydligt att Jakob II inte skulle gå med i förbundet. För att vinna engelska protestanters gunst uttryckte Vilhelm sitt ogillande av Jakobs religionspolitik. Många engelska politiker såg Vilhelm som en vän och började förhandla om en väpnad invasion av England.

## Den ärorika revolutionen
Vilhelm motsatte sig först invasionsprojektet. Samtidigt i England fick Jakob II:s andra fru, Maria av Modena, en son (James Francis Edward), som flyttade ned Vilhelms fru i tronföljden och blev närmaste arvinge. Folkets ilska ökade också på grund av att sju biskopar som offentligt hade motsatt sig Jakob II:s religionspolitik och hade framställt reformkrav ställdes inför rätta. Biskoparna frikändes, vilket innebar ett stort nederlag för Jakob II:s regering, och uppmuntrade till vidare motstånd mot dess handlingssätt.
Fortfarande var Vilhelm obenägen att invadera, eftersom han trodde att det engelska folket inte skulle reagera positivt på en utländsk angripare. Han krävde därför att de mest ansedda engelska protestanterna först skulle inbjuda honom att invadera. 30 juni 1688—samma dag som biskoparna blev frikända—uppfyllde en grupp politiska figurer känd som de "odödliga sju"” ("Immortal Seven") hans önskan och skickade en formell inbjudan till honom. Vilhelm började förbereda sig för en invasion, och hans avsikter blev allmänt kända i september 1688. Vilhelm landsteg med en nederländsk armé vid Brixham i sydvästra England 5 november 1688. Han gick iland från skeppet "Brill" buren av en lokal fiskare, Peter Varwell, för att proklamera "jag kommer att upprätthålla Englands och protestantismens friheter". Vilhelm hade kommit iland med 15 500 soldater och upp till 4000 hästar. Gilbert Burnet, biskopen av Salisbury, var mer exakt och hävdade att antalet var 4352. Stödet för Jakob upplöstes nästan omedelbart. Protestantiska officerare lämnade den engelska armén (den mest kände var Lord Churchill, Jakobs skickligaste befälhavare) och inflytelserika adelsmän över hela landet förklarade sitt stöd för angriparen. Fastän invasionen och därefter störtandet av Jakob II är allmänt känt som den "ärorika revolutionen" var det i verkligheten en statskupp.
Jakob försökte till en början göra motstånd mot Vilhelm, men såg att hans ansträngningar skulle vara förgäves. Han skickade sändebud för att förhandla med Vilhelm, men försökte i hemlighet fly 11 december. En grupp fiskare fångade honom. Sedan han förts tillbaka till London lyckades han fly i ett andra försök den 23 december. Vilhelm tillät faktiskt Jakob att lämna landet, eftersom han inte ville göra honom till en martyr för katolikernas sak.
1689 samlades ett konventsparlament som sammankallats av prinsen av Oranien, och mycket diskussion om vilket tillvägagångssätt som var lämpligast följde. Vilhelm III kände sig osäker på sin ställning. Fastän endast hans fru formellt var berättigad till att tillträda tronen ville han härska som kung själv, inte bara som prinsgemål. Det enda tidigare fallet av delad monarki i England var från  1500-talet när drottning Maria I gifte sig med den spanske prinsen Filip, och det beslöts att den senare skulle ta titeln kung. Men Filip II var kung bara under sin hustrus livstid, och begränsningar av hans makt infördes. Vilhelm, å andra sidan, krävde att få förbli kung även efter sin hustrus död. När vissa personer föreslog att hon skulle bli ensam härskare avvisades detta av Maria, som var lojal mot sin make.
13 februari 1689 antog parlamentet en deklaration där det avgjorde att Jakob hade abdikerat genom att försöka fly 11 december 1688 och därmed lämnat tronen vakant. Kronan erbjöds inte till Jakobs äldste son, James Francis Edward (som skulle ha varit närmaste arvinge under normala omständigheter), utan till Vilhelm och Maria som regenter tillsammans. Det förutsattes emellertid att "det enda och hela utövandet av den kungliga makten endast skulle vara hos och utföras av den nämnde prinsen av Oranien i namn av de nämnda prinsen och prinsessan under deras delade liv".
Vilhelm och Maria kröntes tillsammans i Westminster Abbey 11 april 1689  av biskopen av London, Henry Compton. Normalt utförs kröningen av ärkebiskopen av Canterbury, men den dåvarande ärkebiskopen, William Sancroft, vägrade erkänna avsättningen av Jakob II. På kröningsdagen beslöt slutligen Skottlands ständer, som var mycket mer delade än det engelska parlamentet, att Jakob inte längre var kung av Skottland. Vilhelm och Maria erbjöds den skotska kronan och tog emot den 11 maj. Vilhelm var där officiellt "Vilhelm II", eftersom det bara fanns en tidigare skotsk kung vid namn Vilhelm (Vilhelm I).

## Revolutionsuppgörelsen
Vilhelm III uppmuntrade parlamentet att anta toleransakten 1689, som garanterade religiös tolerans för vissa oliktänkande. Akten omfattade dock endast en begränsad grupp personer: den gällde inte icke-kristna, de som inte trodde på treenigheten eller katoliker. Akten var därmed inte lika långtgående som Jakob II:s deklaration om samvetsfrihet som syftade till att omfatta folk av alla trosuppfattningar.
I december 1689 antogs ett av de viktigaste konstitutionella dokumenten i Englands historia, Bill of Rights, som upprepade och bekräftade många inslag i den tidigare deklarationen om rättigheter och uppställde begränsningar för det kungliga prerogativet; det föreskrevs bland annat att regenten inte kunde upphäva lagar som antagits av parlamentet, ta upp skatter utan parlamentets godkännande, inskränka petitionsrätten, värva en stående armé i fredstid utan parlamentets godkännande, förvägra protestantiska undersåtar att bära vapen, otillbörligt blanda sig i parlamentsval, straffa ledamöter av något av parlamentets kamrar för något som sagts under debatten, begära överdrivna borgenssummor eller utdela grymma eller ovanliga bestraffningar. Vilhelm var emot att sådana begränsningar infördes, men han valde att inte hamna i konflikt med parlamentet och gick med på att hålla sig till stadgan.
Bill of Rights avgjorde också frågan om successionsordningen. Efter att endera Vilhelm eller Maria dött skulle den andra fortsätta att regera. Nästa i tronföljden var Maria II:s syster, prinsessan Anna, och hennes avkomma. Slutligen skulle de barn som Vilhelm eventuellt skulle få i ett senare äktenskap inkluderas i tronföljden. Icke-protestanter, liksom de protestanter som gifte sig med katoliker, uteslöts ur tronföljden.

## Styre med Maria II
Vilhelm var även i fortsättningen frånvarande från riket i långa perioder under kriget mot Frankrike. England gick med i Augsburgförbundet, som då blev den "stora alliansen." Medan Vilhelm var borta och krigade styrde hans fru Maria II riket åt honom, men handlade på hans inrådan. Varje gång han återvände till England gav Maria upp sin makt till honom. Ett sådant arrangemang fortsatte under resten av Marias liv.
Medan de flesta i England accepterade Vilhelm som regent mötte han betydande motstånd i Skottland och Irland. De skotska jakobiterna— de som ansåg att Jakob II var den legitime monarken — vann en stor seger 27 juli 1689 i slaget vid Killiecrankie, men blev ändå underkuvade inom en månad. Vilhelms rykte försämrades efter massakern i Glencoe (1692), då hundratals skottar dödades för att de inte svor sin trohet till kungen och drottningen. Vilhelm gav med sig för folkopinionen och avskedade dem som var ansvariga för massakern, även om de fortfarande var i hans gunst; som historikern John Dalberg-Acton uttryckte det: "En blev överste, en annan riddare, en tredje pär och en fjärde earl."
På Irland, där fransmännen hjälpte rebellerna, bröt ett fullskaligt krig ut, som fick namnet "Vilhelmska kriget". Strider på där fortsatte mycket längre, även om Jakob II tvingades fly ön efter slaget vid Boyne (1690). Segern på Irland högtidlighålls varje år av Oranienordens marsch. Efter att den engelsk-nederländska flottan besegrade en fransk flotta i slaget vid La Hougue 1692 blev engelsmännens överhöghet på haven uppenbar, och Irland erövrades kort därefter. Samtidigt gick det dåligt för den stora alliansen till lands. Vilhelm förlorade Namur, en del av hans nederländska territorium, 1692, och förlorade katastrofalt i slaget vid Landen 1693.
Maria II dog av smittkoppor 1694 och Vilhelm III blev ensam härskare. Trots att han tidigare hade behandlat sin fru illa och haft älskarinnor (varav den mest välkända var Elizabeth Villiers) sörjde Vilhelm sin frus död djupt. Fastän han uppfostrats som kalvinist konverterade han till anglikanismen. Hans popularitet sjönk dock kraftigt under hans tid som ensam regent.
Vissa moderna forskare antar att Vilhelm var bisexuell. Han hade flera manliga favoriter, däribland en fogde i Rotterdam, Van Zuylen van Nijveld. Han delade ut engelska titlar till två av sina nederländska hovmän: Hans Willem Bentinck blev earl av Portland och Arnold Joost van Keppel upphöjdes till earl av Albemarle.

## Senare år

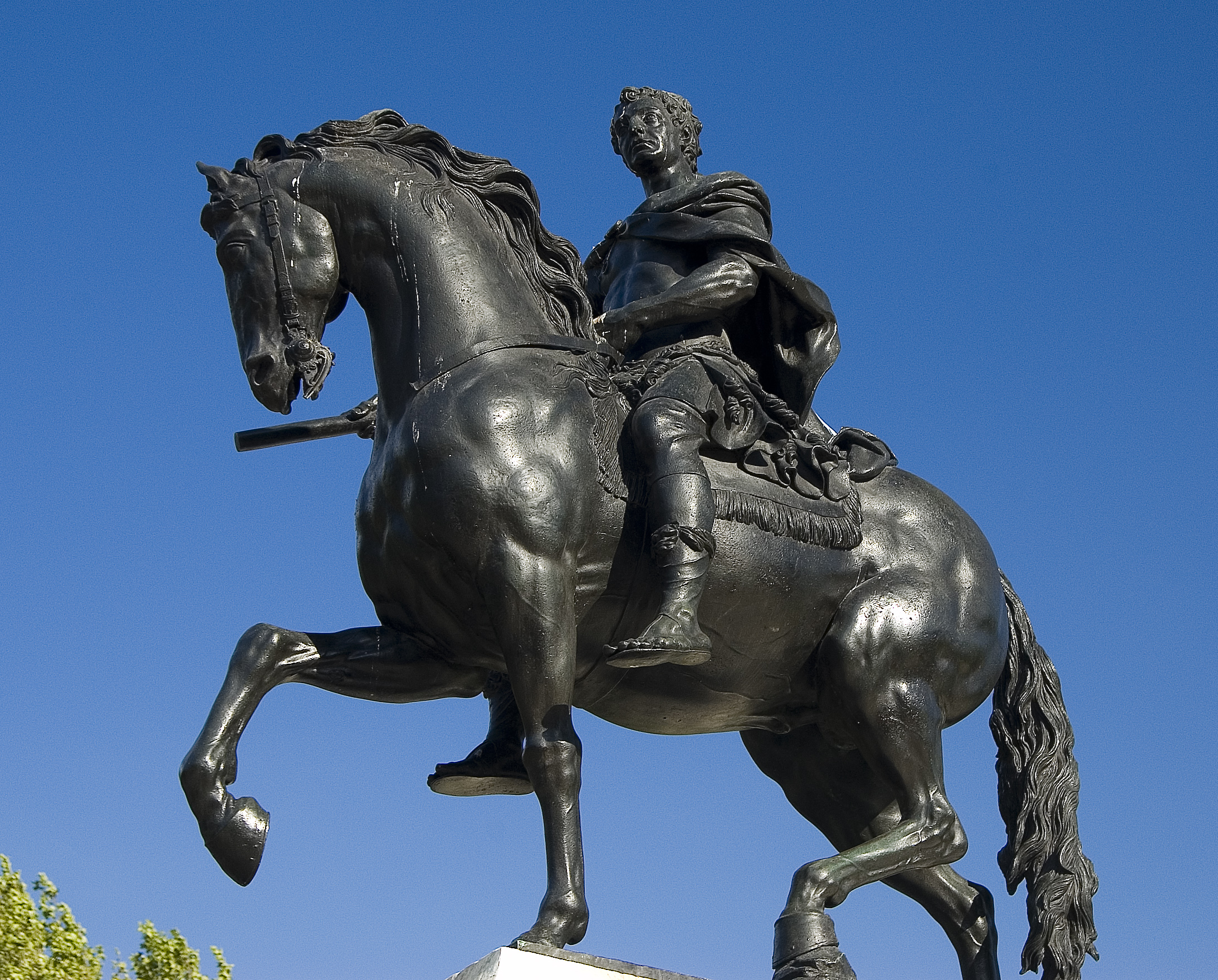
En staty av kung Vilhelm III i Bristol.

1696 utnämnde den nederländska provinsen Drenthe Vilhelm till sin ståthållare. Samma år försökte jakobiter återinsätta Jakob på Englands tron genom att mörda Vilhelm III, men planen misslyckades. Efter detta misslyckande erbjöd sig Ludvig XIV att låta välja Jakob till kung av Polen samma år. Jakob fruktade att han om han tog emot den polska kronan inte kunde komma ifråga som kung av England i det engelska folkets ögon. När han avvisade detta erbjudande fattade Jakob vad som skulle visa sig vara ett ödesdigert beslut: mindre än ett år senare slutade Frankrike att stödja honom. I enlighet med fördraget i Rijswijk (20 september 1697), som avslutade den stora alliansens krig, erkände Ludvig Vilhelm III som kung av England, och förband sig att inte ge något vidare stöd till Jakob II. När de på så sätt berövats fransk uppbackning efter 1697 utgjorde jakobiterna inget allvarligt hot under Vilhelms regering.
När hans liv närmade sig sitt slut oroade sig Vilhelm, liksom många andra europeiska härskare, för frågan om successionen till Spaniens tron, som förde med sig stora territorier i Italien, Nederländerna och Nya världen. Kungen av Spanien, Karl II, var invalid och hade inga utsikter till att få barn. Bland hans närmaste släktingar fanns Ludvig XIV (kungen av Frankrike) och Leopold I, tysk-romersk kejsare. Vilhelm försökte förhindra att den spanska tronen skulle gå till någon av dessa, eftersom han fruktade att en sådan händelse skulle rubba maktbalansen. Vilhelm och Ludvig XIV kom överens om det första delningsfördraget, som föreskrev att det spanska imperiet skulle delas: hertig Josef Ferdinand av Bayern (som Vilhelm själv valde) skulle få Spanien, medan Frankrike och den tysk-romerske kejsaren skulle dela upp de kvarvarande territorierna mellan sig. Spanjorerna uttryckte dock bestörtning över Vilhelms djärvhet; de hade inte tidigare blivit rådfrågade om styckningen av deras eget imperium, och strävade efter att behålla de spanska territorierna förenade.
Till en början ignorerade Vilhelm och Ludvig det spanska hovets önskningar. När Josef Ferdinand dog av smittkoppor kom frågan upp igen. 1700 enades de två härskarna om det andra delningsfördraget (även kallat Londonfördraget), under vilket territorierna i Italien skulle gå till en son till kungen av Frankrike, och de andra spanska territorierna skulle ärvas av en son till den tysk-romerske kejsaren. Detta arrangemang förargade både spanjorerna — som fortfarande försökte förhindra upplösningen av sitt imperium — och den tysk-romerske kejsaren — för vilken de italienska territorierna var mycket mer användbara än de andra länderna. Helt oväntat ingrep då den invalidiserade kungen av Spanien, Karl II, medan han låg inför döden sent 1700. Han testamenterade unilateralt alla spanska territorier till Filip, ett barnbarn till Ludvig XIV. Fransmännen struntade i det andra delningsfördraget och gjorde anspråk på hela det spanska arvet. Dessutom stötte Ludvig XIV bort Vilhelm III genom att erkänna James Francis Edward Stuart — son till förre kungen Jakob II, som hade dött 1701 — som kung av England. Den följande konflikten, känd som spanska tronföljdskriget, pågick till 1713.
Det spanska arvet var emellertid inte det enda som bekymrade Vilhelm. Hans äktenskap med Maria II hade inte producerat några barn, och det verkade inte troligt att han skulle gifta om sig. Marias syster, prinsessan Anna, hade fött många barn som alla dog i späd ålder. När Prins Vilhelm, hertig av Gloucester dog 1700 var prinsessan Anna den enda personen kvar i den tronföljd som upprättades av Bill of Rights. Eftersom ett fullständigt utslocknande av successionslinjen skulle ha uppmuntrat till att återupprätta tronföljden i Jakob II:s släktgren, beslöt parlamentet att anta Act of Settlement 1701, där det föreskrevs att kronan skulle ärvas av en avlägsen släkting Sofia av Hannover och hennes protestantiska arvingar om prinsessan Anne dog utan överlevande avkomma, och om Vilhelm III inte fick överlevande avkomma i något senare äktenskap. (Flera katoliker med genealogiskt tyngre anspråk än Sofia uteslöts.) Akten gällde för England och Irland, men inte Skottland, vars ständer inte hade tillfrågats innan Sofia utsågs.
Liksom Bill of Rights före den tog Act of Settlement inte bara upp successionen till tronen, utan begränsade också kronans makt. Framtida regenter förbjöds att använda engelska tillgångar för att försvara några av sina andra riken, det bestämdes att domare skulle vara verksamma medan de betedde sig väl, istället för så länge regenten ville. Det bestämdes också att en nåd som givits av regenten inte kunde hindra riksrätt.

## Död
1702 dog Vilhelm — som inte hade gift om sig — av komplikationer (lunginflammation) av skador (ett brutet nyckelben), efter att han fallit av sin häst. Många trodde att hans häst hade trampat i en mullvadsgång, och på grund av detta hyllade många jakobiter "den lille gentlemannen i den svarta sammetsvästen." Winston Churchill uttryckte det mer poetiskt i sin History of the English Speaking Peoples när han sade att fallet "öppnade falluckan till en stor hop lurande fiender".
Vilhelm begravdes i Westminster Abbey bredvid sin hustru. Hans arvtagerskas, Annas, regeringstid präglades av försök att utöka föreskrifterna i Act of Settlement till att omfatta Skottland. De skotska ständerna upprördes av att det engelska parlamentet inte ha rådgjort med dem innan de valde Sofia av Hannover, och införde Act of Security, som tvingade Anna att ge kunglig sanktion genom att hota med att dra tillbaka trupper från armén som stred i spanska tronföljdskriget. Akten föreskrev att om Anna skulle dö barnlös skulle ständerna välja nästa regent bland de protestantiska ättlingarna till tidigare skotska kungar, men kunde inte välja den engelska arvingen om inte olika religiösa, politiska och ekonomiska villkor uppfylldes. I sin tur försökte det engelska parlamentet tvinga skottarna att kapitulera genom att begränsa handeln och därmed förlama Skottlands ekonomi. De skotska ständerna tvingades att gå med på unionsakten 1707, som förenade England och Skottland till ett enda rike, Storbritannien. Successionen skulle regleras av villkoren som uppställts av Act of Settlement.
Vilhelms död innebar också slutet för det nederländska Huset Oranien-Nassau, som hade styrt Nederländerna sedan Vilhelm I:s tid. De fem provinserna som Vilhelm III härskade över — Holland, Zeeland, Utrecht, Gelderland och Overijssel — avskaffade alla ståthållarämbetet efter Vilhelm III:s död. Det resterande två provinserna — Friesland och Groningen — hade aldrig styrts av Vilhelm III, och fortsatte att ha en separat ståthållare, Johan Willem Friso. Enligt Vilhelm III:s testamente skulle Friso ärva furstendömet Oranien liksom flera domäner i Nederländerna. Han var agnatisk släkting till prinsar av Oranien-Nassau, liksom ättling till Vilhelm genom en kvinna. Emellertid gjorde även den preussiske kungen  Fredrik I anspråk på furstendömet som senior kognatisk ättling, då ståthållaren Fredrik Henrik hade varit hans morfar och Vilhelm III hans kusin.
Johan Willem Friso dog 1711, och lämnade sitt anspråk till sin son Vilhelm. Under fördraget i Utrecht, som slöts 1713 tillät Fredrik I av Preussen kungen av Frankrike, Ludvig XIV, att ta Oraniens länder; Vilhelm Friso, eller Vilhelm IV, som inte hade resurser för att strida om landområden i södra Frankrike, behöll titeln "prins av Oranien" som hade ackumulerat hög prestige i Nederländerna liksom i hela den protestantiska världen. Vilhelm IV blev också återinsatt till ståthållarämbetet 1747. (Från 1747 och framåt fanns det en ståthållare för hela republiken istället för en för varje provins.)

## Arv

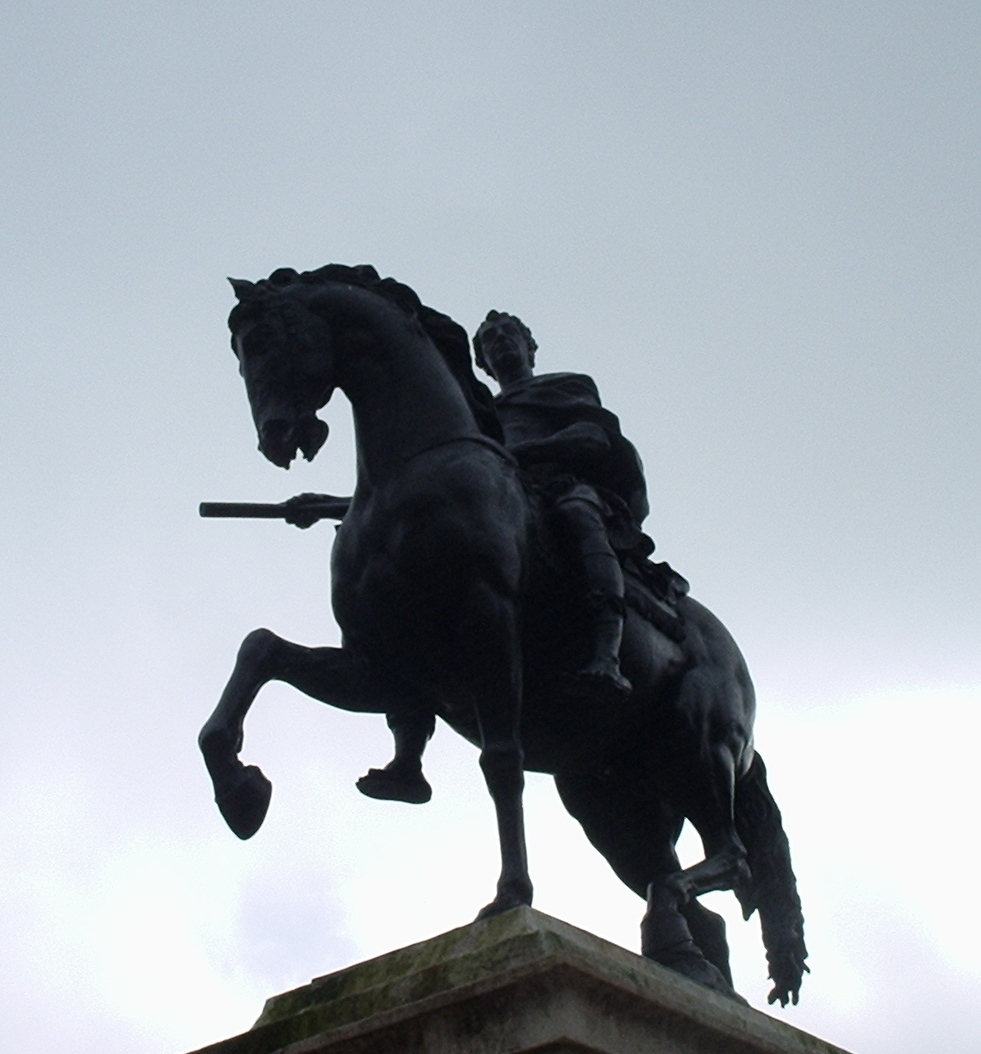
Staty av en idealiserad Vilhelm III av J.M. Rysbrach rest i Queen's Square, Bristol år 1736

Vilhelms främsta bedrift var att stänga in Frankrike när det hade möjlighet att tvinga sin vilja på en stor del av Europa. Hans liv var till stor del motsatt till den franske kungen Ludvig XIV:s vilja. Denna ansträngning fortsatte efter hans död i spanska tronföljdskriget.
En annan viktig följd av Vilhelms styre har att göra med att en bitter konflikt mellan kronan och parlamentet som hade varat sedan den förste regenten av huset Stuart, Jakob I, tillträdde 1603. Konflikten om kunglig och parlamentarisk makt hade lett till engelska inbördeskriget under 1640-talet och den ärorika revolutionen 1688. Under Vilhelms styre avgjordes konflikten till parlamentets fördel genom Bill of Rights 1689, Triennial Act 1694 och Act of Settlement 1701.
Den nutida Oranienorden är uppkallad efter Vilhelm III, och firar hans seger vid Boyne. Orangemarscher på Irland och Skottland på den tolfte juli (årsdagen av slaget vid Boyne) bär ofta en bild av Vilhelm. Därför uppfattas "orange" ofta som en "protestantisk" färg på Irland. Republiken Irlands flagga innehåller färgen orange, liksom vit och grönt, och syftar på strävan att åstadkomma fred mellan protestanter och katoliker på Irland.

## Anfäder
|                        |  |  |  |  |  |  |  |                       |  |  |  |  |  |  |  |                              |  |  |  |  |  |  |  | Vilhelm I av Oranien               |
|                        |  |  |  |  |  |  |  |                       |  |  |  |  |  |  |  |                              |  |  |  |  |  |  |  |                                    |
|                        |  |  |  |  |  |  |  |                       |  |  |  |  |  |  |  | Fredrik Henrik av Oranien    |  |  |  |  |  |  |  |                                    |
|                        |  |  |  |  |  |  |  |                       |  |  |  |  |  |  |  |                              |  |  |  |  |  |  |  |                                    |
|                        |  |  |  |  |  |  |  |                       |  |  |  |  |  |  |  |                              |  |  |  |  |  |  |  | Louise de Coligny                  |
|                        |  |  |  |  |  |  |  |                       |  |  |  |  |  |  |  |                              |  |  |  |  |  |  |  |                                    |
|                        |  |  |  |  |  |  |  | Vilhelm II av Oranien |  |  |  |  |  |  |  |                              |  |  |  |  |  |  |  |                                    |
|                        |  |  |  |  |  |  |  |                       |  |  |  |  |  |  |  |                              |  |  |  |  |  |  |  |                                    |
|                        |  |  |  |  |  |  |  |                       |  |  |  |  |  |  |  |                              |  |  |  |  |  |  |  | Johan Albrekt I av Solms-Braunfels |
|                        |  |  |  |  |  |  |  |                       |  |  |  |  |  |  |  |                              |  |  |  |  |  |  |  |                                    |
|                        |  |  |  |  |  |  |  |                       |  |  |  |  |  |  |  | Amalia av Solms-Braunfels    |  |  |  |  |  |  |  |                                    |
|                        |  |  |  |  |  |  |  |                       |  |  |  |  |  |  |  |                              |  |  |  |  |  |  |  |                                    |
|                        |  |  |  |  |  |  |  |                       |  |  |  |  |  |  |  |                              |  |  |  |  |  |  |  | Agnes av Sayn-Wittgenstein         |
|                        |  |  |  |  |  |  |  |                       |  |  |  |  |  |  |  |                              |  |  |  |  |  |  |  |                                    |
| Vilhelm III/Vilhelm II |  |  |  |  |  |  |  |                       |  |  |  |  |  |  |  |                              |  |  |  |  |  |  |  |                                    |
|                        |  |  |  |  |  |  |  |                       |  |  |  |  |  |  |  |                              |  |  |  |  |  |  |  | Jakob I av England                 |
|                        |  |  |  |  |  |  |  |                       |  |  |  |  |  |  |  |                              |  |  |  |  |  |  |  |                                    |
|                        |  |  |  |  |  |  |  |                       |  |  |  |  |  |  |  | Karl I av England            |  |  |  |  |  |  |  |                                    |
|                        |  |  |  |  |  |  |  |                       |  |  |  |  |  |  |  |                              |  |  |  |  |  |  |  |                                    |
|                        |  |  |  |  |  |  |  |                       |  |  |  |  |  |  |  |                              |  |  |  |  |  |  |  | Anna av Danmark                    |
|                        |  |  |  |  |  |  |  |                       |  |  |  |  |  |  |  |                              |  |  |  |  |  |  |  |                                    |
|                        |  |  |  |  |  |  |  | Maria av England      |  |  |  |  |  |  |  |                              |  |  |  |  |  |  |  |                                    |
|                        |  |  |  |  |  |  |  |                       |  |  |  |  |  |  |  |                              |  |  |  |  |  |  |  |                                    |
|                        |  |  |  |  |  |  |  |                       |  |  |  |  |  |  |  |                              |  |  |  |  |  |  |  | Henrik IV av Frankrike             |
|                        |  |  |  |  |  |  |  |                       |  |  |  |  |  |  |  |                              |  |  |  |  |  |  |  |                                    |
|                        |  |  |  |  |  |  |  |                       |  |  |  |  |  |  |  | Henrietta Maria av Frankrike |  |  |  |  |  |  |  |                                    |
|                        |  |  |  |  |  |  |  |                       |  |  |  |  |  |  |  |                              |  |  |  |  |  |  |  |                                    |
|                        |  |  |  |  |  |  |  |                       |  |  |  |  |  |  |  |                              |  |  |  |  |  |  |  | Maria av Medici                    |
|                        |  |  |  |  |  |  |  |                       |  |  |  |  |  |  |  |                              |  |  |  |  |  |  |  |                                    |